# برددان پرپتوثریا
 برددان پرپتوثریا(نام علمی: Preptotheria) نام یک فراراسته از کلان‌راسته برددان است.